# Tom McClung

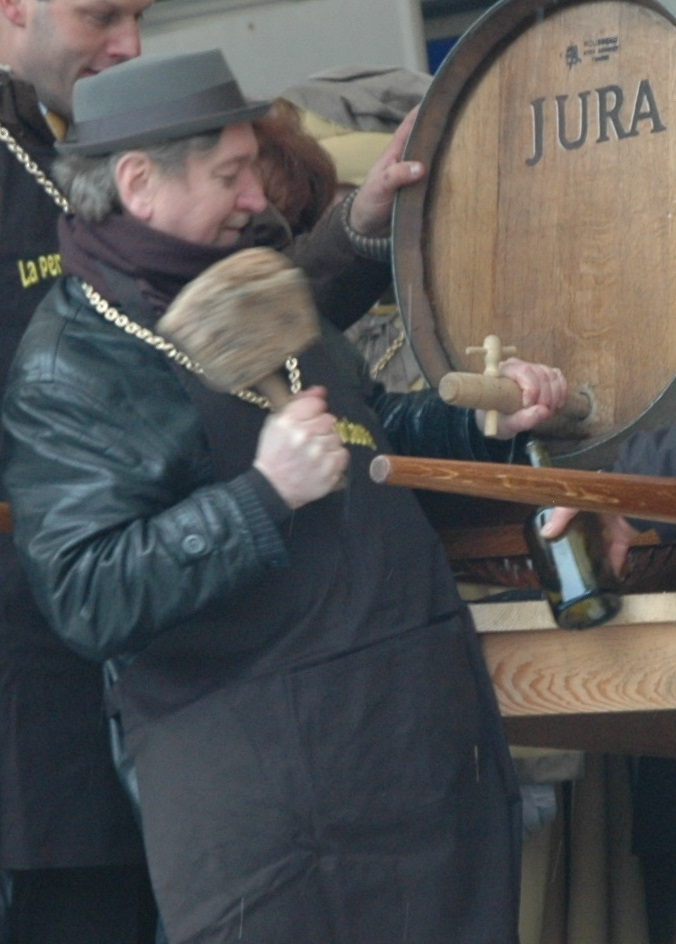
Tom McClung (2009)

Tom McClung (* 4. April 1957 in New York City; † 14. Mai 2017 in Moulins-la-Marche) war ein amerikanischer Jazzmusiker (Piano,  Komposition).

## Leben und Wirken
McClung wuchs als Sohn der Publizistin Gale McClung und des Kinderbuchautors Robert M. McClung in Amherst (Massachusetts) auf. Er begann im Alter von sechs Jahren mit dem Klavierspiel. Nach einem ersten öffentlichen Auftritt als Pianist mit zehn Jahren spielte er auch Trompete und Baritonhorn in der Highschool-Konzertband, aber sein Hauptinstrument blieb das Klavier. Er studierte schließlich am Marlboro College in Vermont sowie bei Nigel Coxe von der University of Massachusetts Amherst.
McClung trat zunächst in der Region auf, in mehreren lokalen Jazzbands wie der Paradise City Jazz Band und der Salsa-Gruppe Orquestra Juventud ’77 aus Springfield, aber auch Folk- und Unterhaltungsmusik. Mit Andy Jaffe spielte er immer wieder im Klavierduo; 1997 entstand ihr gemeinsames Album Double Helix. Seit den 1990er Jahren spielte er vor allem Jazz und nahm mit seinem eigenen Quintett (Locolypso), der The Paradise City Jazz Band und  Musikern wie Archie Shepp, Yusef Lateef und Marion Brown auf.
Ab 1996 tourte er als Mitglied des Archie Shepp Quartetts und machte internationale Aufnahmen. 1998 zog er nach Paris, um von dort aus aufzutreten und mit anderen Künstlern Musik aufzunehmen. McClungs Solo-Piano-Aufnahme Declassified (Blang Music, 2007) enthält Arrangements und Neuinterpretationen klassischer Komponisten. Weiterhin komponierte und spielte er die Musik für den Film D’un mur l’autre – de Berlin à Ceuta von Patric Jean und für 21 mesures von Jalil Lespert. Shepps Album Gemini (2007) enthält zwei Kompositionen von McClung. Er ist auch auf Alben von The Valley Big Band, Bill Morrissey, David Wertman, Steve McCraven, Dar Williams, Kirsti Alho und Fredrika Stahl zu hören.
McClung starb nach einem langjährigen Kampf gegen eine Krebserkrankung.

## Diskographische Hinweise
- Burning Bright (2014, mit Matyas Zsandai, Mourad Benhammou)
- This Is You (2010, mit Jean Jacques Elangué)
- Declassified (2007, Solo)
- Double Helix (1998, mit Andy Jaffe)
- The Telling (1996, mit Nat Reeves, Stephen McCraven)
- Locolypso (1991)